# プレスタワー
浜松プレスタワー（はままつ - ）とは、静岡県浜松市中央区にあるオフィスビルである。
静岡新聞社および静岡放送が、静岡県西部の拠点都市である浜松市のランドマークとなる建物を目指して竣工したビルで、ビル最上部が傾斜している（傾斜部には給湯、暖房の熱源として使用される太陽熱集熱器が配置されている）など特徴的な姿をしており、フォルテやアクトタワーができる前までは浜松中心街のシンボル的な建造物であった。

## 概要
- 地上：17階
- 地下：1階
- 高さ：90 m
- 竣工：1985年（昭和60年）6月
- 所在地：静岡県浜松市中央区旭町11-1

## 入居する主な企業
- 静岡放送浜松総局（旧：西部総局、テレビ・ラジオのサテライトスタジオも併設）
- 静岡新聞社浜松総局

※ かつてはライバル局である静岡第一テレビ浜松支社が入居していた時期もあったが、現在はアクトタワーへ移転している。

## 交通
- JR東海道本線 浜松駅より徒歩で約5分。
- 遠州鉄道・鉄道線 新浜松駅より徒歩で約1分。